# José Jorge Loureiro
José Jorge Loureiro ComTE (Lisboa, 23 de Abril de 1791 — Lisboa, 1 de Junho de 1860) foi um militar e político do tempo da Monarquia Constitucional Portuguesa, que, entre outros cargos de relevo, foi Ministro da Fazenda (de 18 Novembro de 1835 a 20 Abril de 1836) e Presidente do Conselho de Ministros de Portugal.

## Biografia
José Jorge Loureiro nasceu em Lisboa, filho de Domingos Gomes Loureiro, negociante de Lisboa, e de sua mulher Ana Isabel Joaquina de Loureiro. Concluiu os estudos preparatórios na sua cidade natal, matriculando-se depois em Direito na Faculdade de Leis da Universidade de Coimbra.
Era estudante e cursava em Coimbra quando ocorreu a Primeira Invasão Francesa, em 1808, e se iniciou no campo de batalha, tendo aderido ao movimento de resistência ou revolução que então se produziu e desencadeou contra Andoche Junot. Alistou-se logo, então, como voluntário no Batalhão Académico, formado para combater o Exército de Junot, participando em todas as campanhas da Guerra Peninsular em que aquele corpo militar se envolveu. Depois de assinada a Convenção de Sintra, permaneceu em Lisboa, trocando a carreira académica pela militar.
No ano seguinte, optando por abandonar os estudos universitários, resolveu seguir a carreira militar e alistou-se no Exército Português, e assentou praça a 25 de Abril de 1809, sendo promovido a oficial, com o posto de alferes, a 24 de Setembro desse ano, conforme as disposições legais que davam esse posto aos voluntários académicos. Pouco depois, passava às ordens e foi, então, requisitado e escolhido para ajudante-de-campo do brigadeiro e major-general britânico Sir Archibald Campbell, hospedado em casa de seus pais, com cuja influência conseguiu vencer a oposição da família, e com quem participou activamente nas várias campanhas de Espanha da Guerra Peninsular, durante toda a qual tomou parte muito activa, entre 1809 e 1814. Entre as batalhas em que participou, contam-se a Batalha de Albuera a 16 de Maio de 1811, onde se distinguiu, a Batalha de Vitória a 21 de Junho de 1813, a Batalha dos Pirenéus a 25 de Julho de 1813, e a Batalha de Pamplona a ? de Agosto de 1813, onde também se distinguiu. Regressou a Lisboa, no final da campanha, com o posto de Tenente.
Terminada a participação de Portugal nas Guerras Napoleónicas, no início de 1818 foi promovido a capitão e nomeado adido militar à legação portuguesa na Suécia-Noruega, cargo que exerceu aí se mantendo por alguns anos.
Terminadas as suas funções na Suécia-Noruega, no regresso a Lisboa, continuou a sua carreira militar, sendo colocado e integrado no corpo de oficiais do Regimento de Infantaria N.º 1, situação em que ainda se encontrava em 1828, aquando do desembarque e da subida ao trono de D. Miguel I de Portugal e da restauração do regime absolutista.
Conhecido e ardente adepto e partidário do liberalismo, movimento a que aderiu, não quis aceitar a nova situação, e foi forçado a emigrar e a exilar-se, tendo partido para a Grã-Bretanha e Irlanda, para Londres, onde permaneceu pouco tempo, optando por se fixar em França. Residindo em Paris, aproveitou este período de exílio e dedicou-se ao estudo, frequentando cursos de Ciências Naturais, Económicas e Históricas. Viajou por vários pontos da França e pela Suíça, e região dos Alpes em viagens de estudo.
Reuniu-se mais tarde e integrou as forças liberais portuguesas que se recolheram à ilha Terceira, nos Açores, onde integrou a estrutura de comando das forças liberais que ali foi criada. Assumiu então as funções de Chefe do Estado-Maior da 2.ª Divisão Expedicionária de Infantaria do Exército Liberal, funções que exerceu durante o Desembarque do Mindelo, do qual foi um dos responsáveis pela organização da expedição das tropas para o Continente e onde também desembarcou, e o Cerco do Porto. Tomou parte activa nas campanhas militares e participou na acção da Batalha de Ponte Ferreira, travada em 23 de Julho de 1832, onde se destacou, que lhe valeu ser promovido ao posto de major, patente que ganhou em recompensa pela bravura que então demonstrou. Foi então nomeado comandante encarregado da Repartição do Quartel-Mestre-General do Comando-em-Chefe do Exército Liberal, e de tal modo se distinguiu na campanha, evidenciando-se na acção que teve lugar em Setembro desse ano nas Linhas do Porto, que foi, então, condecorado por D. Pedro IV de Portugal com o grau de Comendador da Ordem Militar da Torre e Espada, do Valor, Lealdade e Mérito, por distinção durante o Cerco do Porto. Consolidadas as forças liberais na região do Porto, foi, também, nomeado Chefe do Estado-Maior da 3.ª Divisão do Exército Liberal, então comandada pelo general Sir Thomas Stubbs, futuro 1.º Barão de Vila Nova de Gaia e 1.º Visconde de Vila Nova de Gaia.
Quando foi preparada a expedição que por mar deveria tomar Lisboa, em meados de 1833, foi nomeado quartel-mestre-general da divisão comandada por António José de Sousa Manuel de Meneses Severim de Noronha, 9.º Conde de Vila Flor de juro e herdade, 1.º Marquês de Vila Flor e 1.º Duque da Terceira com Honras de Parente, a cujas ordens partiu para o Algarve, e que desbaratou as forças miguelistas depois da sua audaciosa marcha pelo Alentejo, a qual culminou triunfalmente na entrada em Lisboa, aportando no dia 24 de Julho de 1833, integrado na vanguarda das forças liberais. Depois da chegada das tropas a Lisboa, José Jorge Loureiro foi promovido a Tenente-Coronel e, tomada a capital, foi encarregue da organização das forças que defenderam com êxito a cidade de Lisboa dos sucessivos ataques das tropas miguelistas que então ocorreram, devendo-se a José Jorge Loureiro tanto as organização deste Exército, como a da defesa de Lisboa. No ano seguinte, participou na Batalha da Asseiceira, onde foi gravemente ferido.
Em 1834, terminada a Guerra Civil entre liberais e absolutistas, subiu ao posto de Coronel, e foi um dos muitos militares liberais, com nome feito na luta contra o miguelismo, que optou pela política activa, a que se dedicou. Em 1835, fez parte da comissão criada para apurar as pretensões de diversos indivíduos que pediam condecorações militares pelo seu serviço durante a Guerra Civil, da qual pediu a exoneração em Outubro. De convicção Cartista, aceitou, a 18 de Novembro de 1835, presidir a um Ministério em que detinha, também, a pasta da Guerra, de compromisso entre as alas moderada e radical do Liberalismo, tendo sido escolhido para o cargo de Ministro dos Negócios da Guerra no ministério chefiado por João Carlos de Saldanha Oliveira e Daun, 1.º Conde de Saldanha, então 1.º Marquês de Saldanha e futuro 1.º Duque de Saldanha com Honras de Parente, que tomou posse a 18 de Novembro de 1835, Governo de que também fizeram parte, para além do futuro 1.º Duque de Saldanha, que presidiu, o 1.º Visconde de Sá da Bandeira e futuro 1.º Marquês de Sá da Bandeira Bernardo de Sá Nogueira de Figueiredo, no Ministério do Reino, o então 2.º Marquês de Loulé, no Ministério dos Negócios Estrangeiros, Francisco António de Campos, futuro 1.º Barão de Vila Nova de Foz Coa, no Ministério da Fazenda, e o Dr. Manuel António Velez Caldeira, no Ministério da Justiça. Assumiu ainda, interinamente, a pasta de Ministro da Fazenda, a 6 de Abril de 1836, e, sete dias, uma semana depois, face à demissão de Saldanha, assumiu a presidência do Governo, Luís da Silva Mouzinho de Albuquerque foi nomeado Ministro do Reino e Sá da Bandeira Ministro da Marinha, cargo que manteve até dias depois, 20 de Abril de 1836, quando foi exonerado de todas as suas funções ministeriais e o seu governo, a que presidia, caiu e foi forçado a demitir-se face a inultrapassáveis dificuldades financeiras, e por não poder vencer essa crise, para dar lugar a outro de Direita mais ortodoxa, e o Duque da Terceira subiu, então, ao poder.
Após a Revolução de Setembro de 1836, prestou o seu apoio à Revolta dos Marechais de 1837, comandada por Saldanha e Terceira. Em 1837, foi um dos Sócios Fundadores da Sociedade Promotora da Indústria Nacional, e, na qualidade de Vice-Secretário, compilou o Programma do anno de 1837, Lisboa, 1837. Em 1838, na sequência da consolidação do setembrismo e do juramento da Constituição de 1838 elaborada pelas Cortes, recusando-se a fazê-lo, demitiu-se do posto de coronel a que já fora promovido em 1834, e do serviço do Exército. Nesse ano, colaborava com Anselmo José Braamcamp de Almeida Castelo Branco na elaboração do Relatório geral da exposição de produtos de indústria portuguesa feita pela Sociedade Promotora da Indústria Nacional em 2 de Julho de 1838, Lisboa, 1838. Apesar da sua clara ligação ao cartismo, restaurada alguma estabilidade na vida política portuguesa, em Dezembro de 1840, após a vitória parlamentar dos cartistas, foi reintegrado no Exército Português, voltando ao serviço activo, quando, na eminência duma invasão espanhola, se decidiu a jurar a Constituição. Foi, então, logo nomeado para o cargo de Chefe do Estado-Maior do Exército de Observação ou Exército de Observações, que se organizou e foi enviado para a fronteira espanhola em virtude e consequência de complicações de ordem diplomática, da crise diplomática e da deterioração das relações entre os governos de Portugal e Espanha que, então, ameaçava degenerar em guerra entre ambos os reinos. O conflito deveu-se à falta de regulamentação por Portugal do Tratado de Navegação do Douro, que fora assinado em 1835, o que levou o governo espanhol, então presidido pelo regente Baldomero Espartero, a ameaçar invadir Portugal.
Quando, a 27 de Janeiro de 1842, foi restaurada a vigência da Carta Constitucional da Monarquia Portuguesa, proclamada por António Bernardo da Costa Cabral, futuro 1.º Conde de Tomar e 1.º Marquês de Tomar, José Jorge Loureiro voltou à actividade política e ao poder, num Triunvirato com Luís da Silva Mouzinho de Albuquerque e o Duque da Terceira, formado com o objectivo de negociar com os Chefes do Pronunciamento Cartista, e foi nomeado, então, Ministro da Marinha e Ultramar, interinamente acumulando a pasta de Ministro da Fazenda, no governo presidido por Terceira, que tomou posse a 9 de Fevereiro daquele ano, e desempenhou as suas funções no meio da instabilidade política da época. O governo, nomeado após o incidente que ficou conhecido por Governo do Entrudo, apesar de formalmente presidido pelo duque da Terceira, era, de facto, liderado por António Bernardo da Costa Cabral, e, nele, a participação de José Jorge Loureiro foi efémera, pois abandonou o executivo dias depois da tomada de posse, a 20 de Fevereiro.
Passou, então, à oposição Cartista e anticabralista, e, em 1844, após a Revolta de Torres Novas, associou-se a Luís da Silva Mouzinho de Albuquerque e ao 2.º Conde do Lavradio, D. Francisco de Almeida Portugal, na elaboração dum memorial em que se aconselhava D. Maria II de Portugal a demitir o Governo Terceira-Cabral.
Com a queda dos "Cabrais", na sequência da Revolução da Maria da Fonte, a 20 de Maio de 1846, José Jorge Loureiro foi chamado de novo a integrar um Governo, presidido por D. Pedro de Sousa Holstein, 1.º Conde de Palmela, 1.º Marquês de Palmela, 1.º Duque do Faial e 1.º Duque de Palmela, que procurava conciliar interesses de cartistas e setembristas, e voltou a um ministério, encarregue das pastas de Ministro da Marinha e Ultramar, como efectivo, e de Ministro da Guerra, interinamente, cargos que ocupou a 26 de Maio e exerceu até 19 de Julho daquele ano.
Entretanto, foi singrando na sua carreira militar. Graduado em Brigadeiro em 1845, foi promovido a Marechal de Campo dias antes do pronunciamento de Saldanha, em Abril de 1851, sendo já na Regeneração que obteve a efectividade deste posto.
Em 1851, fez parte da Comissão nomeada para preparar as Cortes Gerais. Integrou-se no denominado Partido Histórico, foi novamente nomeado para integrar o Governo, e sobraçou as pastas da Guerra, que acumulou com da Fazenda, no Ministério formado a 6 de Junho de 1856, desta feita presidido por Nuno José Severo de Mendonça Rolim de Moura Barreto, o 9.º Conde de Vale de Reis, 2.º Marquês de Loulé e 1.º Duque de Loulé, com a pasta de Ministro da Guerra, mas apenas desempenhou funções de Ministro até 23 de Janeiro de 1857. Embora exercesse as funções de Ministro da Fazenda a título interino, foi durante este seu mandato que pela primeira vez se concedeu aos portadores de títulos da dívida pública portuguesa o averbamento e a cobrança de juros nas Delegações do Tesouro nas capitais de distrito. Foi a sua última passagem pelo executivo.
Quando Portugal foi convidado a participar na Exposição Universal de Agricultura e Indústria de Paris, realizada em 1855, fez parte, enquanto Ministro de Estado Honorário, duma Comissão constituída por políticos, Conselheiros de Estado e industriais, presidida pelo 3.º Conde de Ficalho e 2.º Marquês de Ficalho, D. António José de Melo Breyner Teles da Silva.

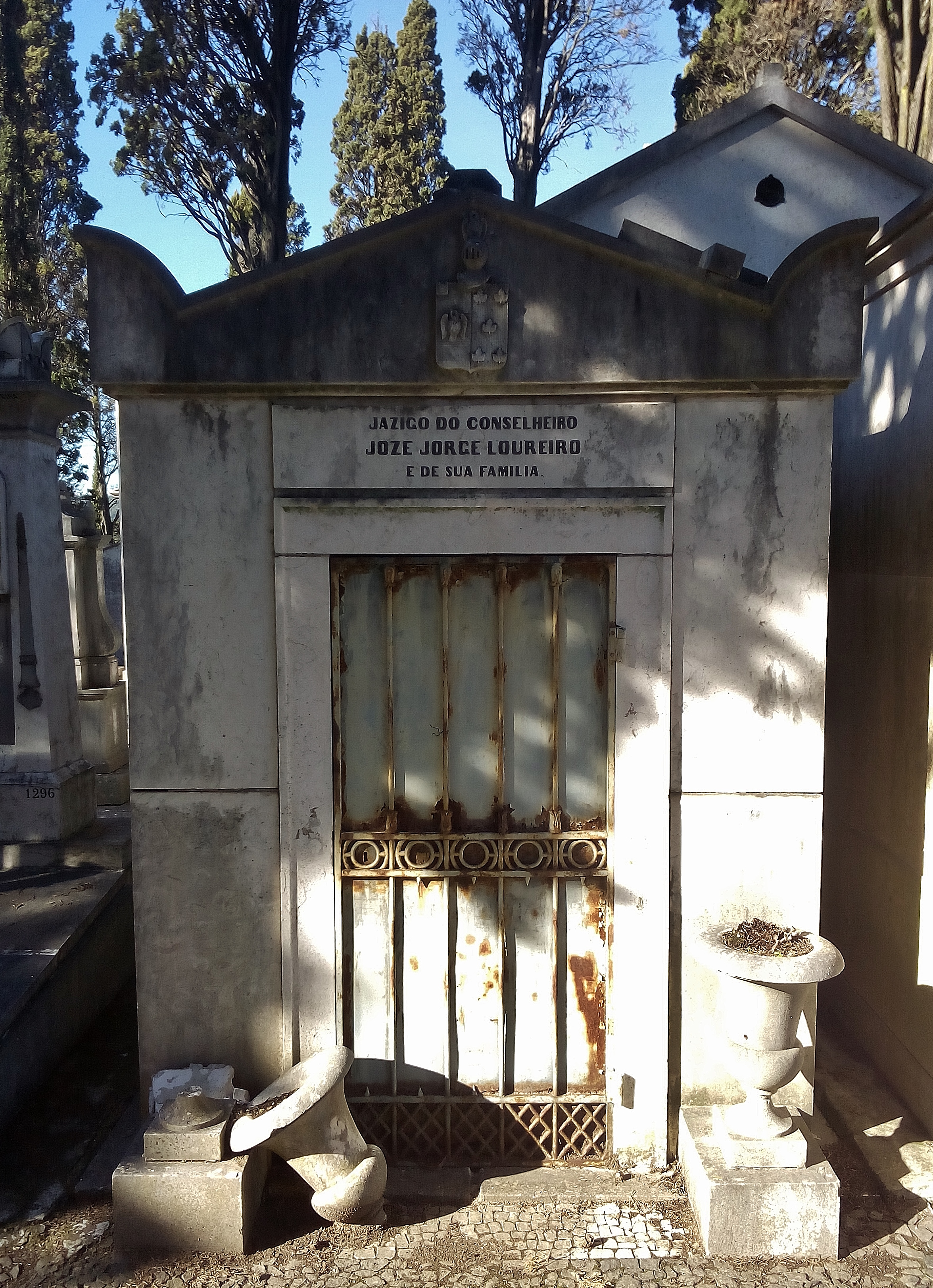
Jazigo do Conselheiro José Jorge Loureiro, Cemitério dos Prazeres

Em 1855, foi promovido a oficial General e, logo que ascendeu ao generalato, foi escolhido pelo rei D. Pedro V de Portugal para seu ajudante-de-campo, por Decreto de 16 de Setembro, em Outubro de 1857 era nomeado Conselheiro de Estado Efectivo, e, em Setembro de 1859, Membro da Comissão Consultiva junto do Ministério da Guerra. No início de Maio de 1860, falecendo o 1.º Duque da Terceira, José Jorge Loureiro foi indicado para o lugar de primeiro-ajudante-de-campo de D. Pedro V, cargo do qual pouco usufruiu e que exerceu por pouco tempo, pois veio também a falecer poucos dias depois, a 1 de Junho daquele ano.
Como parlamentar, José Jorge Loureiro pouco se destacou. Eleito Deputado para a Legislatura de 1834-1836, pela Província da Estremadura, apenas prestou juramento a 5 de Janeiro de 1836, desempenhando, então, simultaneamente, as funções de Ministro. No entanto, foi na qualidade de Deputado que apresentou ao Parlamento, a 26 de Janeiro, um Projecto de Lei para se proceder ao recrutamento dalguns milhares de homens para a tropa de linha do Reino, por meio de alistamento e sorteio. Novamente eleito Deputado Efectivo pelo Círculo Eleitoral de Lisboa, e Substituto pelo de Castelo Branco, para a Legislatura de 1840-1842, renunciou, porém, à cadeira de Deputado, justificando a sua decisão em ofício ao Presidente da Câmara dos Deputados, afirmando ter abandonado a vida pública por motivos de consciência que, ainda subsistindo, o impediam de aceitar o lugar. Voltou a ser eleito para a Legislatura de 1857-1858, chegou a ser proclamado Deputado, pelos Círculos Eleitorais do Porto e de Lisboa, a 19 de Janeiro de 1857, mas não há indicação de ter feito juramento, apesar de ter sido eleito para a Comissão da Fazenda, no final do referido mês. Em Fevereiro, era lido na Câmara dos Deputados um ofício de José Jorge Loureiro, declarando optar pelo serviço que prestava para a pessoa de D. Pedro V e resignando do lugar de Deputado, renúncia aceite a 6 de Julho.
Foi condecorado com diversas cruzes e medalhas de honra das campanhas da Guerra Peninsular e, possuía, para além do grau de Comendador da Ordem Militar da Torre e Espada, do Valor, Lealdade e Mérito, quatro Medalhas da Guerra Peninsular, uma Medalha Espanhola pela Batalha de Albuera, a Grã-Cruz da Ordem de Leopoldo I da Bélgica e a Ordem da Coroa de Ferro da Áustria.
Faleceu vítima de um Acidente vascular cerebral aos 69 anos. Solteiro e sem filhos. Foi sepultado no jazigo particular número 91 do Cemitério dos Prazeres.
Escreveu:
- Regulamento de Táctica Elementar para o exercício da infantaria, Lisboa, 1841[2][7]
- Breve notícia da expedição do marechal do exército duque da Terceira, sobre o reino do Algarve, em 1833, Lisboa, 1851 (opúsculo que se publicou sem o seu nome e saiu anónimo)[2][7]
- Memórias políticas 1834-1844 (estudo introdutório de Maria de Fátima Bonifácio), Lisboa, 1986[7]